# Chiesa cattolica in Ciad

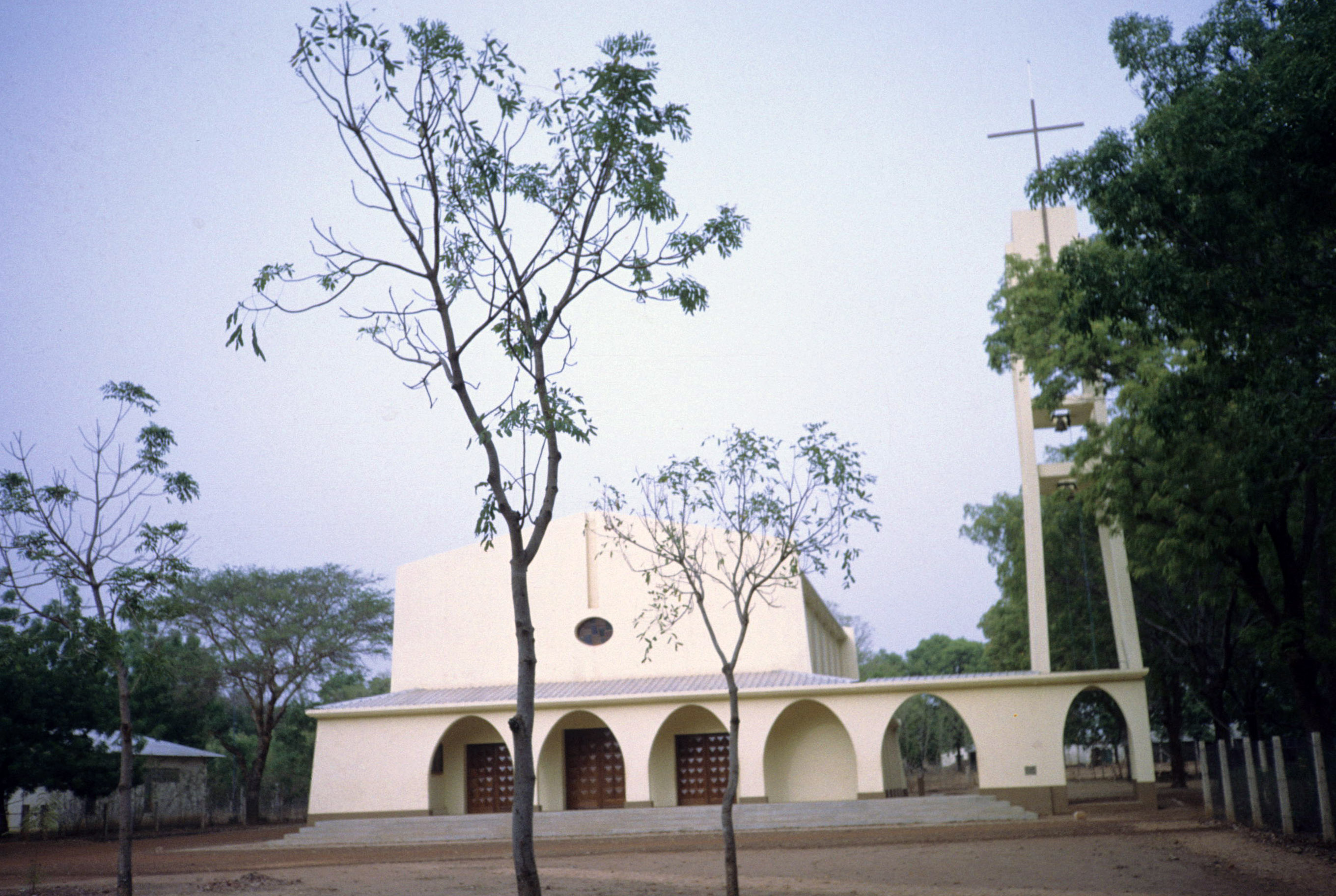
La cattedrale di Pala, intitolata ai Santi Pietro e Paolo

La Chiesa cattolica in Ciad è parte della Chiesa cattolica universale in comunione con il vescovo di Roma, il papa.

## Storia
La Chiesa cattolica in Ciad, dopo alcuni falliti tentativi nella seconda metà del XVII secolo, nasce nel 1846 quando il Ciad entra a far parte del vicariato apostolico dell'Africa centrale; ma è solo nel 1929 che è fondata la prima missione a Kou, e nel 1935 a Moundou. Con l'arrivo dei gesuiti e di alcuni frati cappuccini espulsi dall'Etiopia l'evangelizzazione si fa più incisiva, e nel 1947 è eretto il vicariato apostolico di Fort-Lamy; nel 1957 è ordinato il primo sacerdote autoctono. Nel 1990 il Ciad ha ricevuto la visita pastorale di papa Giovanni Paolo II.
Il 6 novembre 2013 è stato firmato l'accordo tra la Santa Sede e la Repubblica del Ciad sullo statuto giuridico della Chiesa cattolica, ratificato il 22 giugno 2015.

## Organizzazione ecclesiastica
La Chiesa cattolica è presente sul territorio con 1 sede metropolitana, 7 diocesi suffraganee ed 1 vicariato apostolico:
- Arcidiocesi di N'Djamena
  - Diocesi di Doba
  - Diocesi di Goré
  - Diocesi di Koumra
  - Diocesi di Laï
  - Diocesi di Moundou
  - Diocesi di Pala
  - Diocesi di Sarh
- Vicariato apostolico di Mongo

## Statistiche
Alla fine del 2004 la Chiesa cattolica del Ciad contava:
- 14 parrocchie;
- 251 preti;
- 361 suore religiose;
- 117 istituti scolastici;
- 105 istituti di beneficenza.

La popolazione cattolica ammontava a 712.101 cristiani, l'8,75% della popolazione.

## Nunziatura apostolica
La delegazione apostolica dell'Africa Centro-occidentale fu istituita il 3 maggio 1960 con il breve apostolico Ad universae Ecclesiae di papa Giovanni XXIII; essa ha giurisdizione sul Ciad, la Nigeria, il Camerun, il Gabon, l'Oubangui-Chari ed il Congo. Sede del delegato apostolico era la città di Lagos in Nigeria.
Il 3 aprile 1965 in forza del breve Qui res Africanas di papa Paolo VI fu istituita la nuova delegazione apostolica dell'Africa Centrale, con giurisdizione sul Ciad, la Repubblica Centrafricana, il Camerun, il Congo ed il Gabon. Sede del delegato apostolico era la città di Yaoundé in Camerun.
Il 13 dicembre 1973 fu istituita la delegazione apostolica del Ciad in virtù del breve Quod pastorale dello stesso papa Paolo VI. Sede del delegato era la città di Bangui, nella Repubblica Centrafricana.
Il 28 novembre 1988 con il breve Pro Nostro munere di papa Giovanni Paolo II fu istituita la nunziatura apostolica del Ciad. Il nunzio apostolico, che ricopre lo stesso incarico anche per la Repubblica Centrafricana, risiede nella capitale di quest'ultima, Bangui.

### Delegati apostolici
- Mario Tagliaferri (5 marzo 1970 - 25 giugno 1975 nominato pro-nunzio apostolico in Cuba)
- Oriano Quilici (13 novembre 1975 - 26 giugno 1981 nominato nunzio apostolico in Guatemala)
- John Bulaitis (21 novembre 1981 - 11 luglio 1987 nominato pro-nunzio apostolico in Iran)
- Beniamino Stella (7 novembre 1987 - 28 novembre 1988 nominato nunzio apostolico)

### Nunzi apostolici
- Beniamino Stella (28 novembre 1988 - 15 dicembre 1992 nominato nunzio apostolico a Cuba)
- Diego Causero (15 dicembre 1992 - 31 marzo 1999 nominato nunzio apostolico in Siria)
- Joseph Chennoth (24 agosto 1999 - 15 giugno 2005 nominato nunzio apostolico in Tanzania)
- Pierre Nguyễn Văn Tốt (24 agosto 2005 - 13 maggio 2008 nominato nunzio apostolico in Costa Rica)
- Jude Thaddeus Okolo (2 agosto 2008 - 7 ottobre 2013 nominato nunzio apostolico nella Repubblica Dominicana e delegato apostolico a Porto Rico)
- Franco Coppola (2 aprile 2014 - 9 luglio 2016 nominato nunzio apostolico in Messico)
- Santiago De Wit Guzmán (25 marzo 2017 - 30 luglio 2022 nominato nunzio apostolico in Trinidad e Tobago, Antigua e Barbuda, Belize, Grenada, Guyana, Saint Kitts e Nevis, Saint Vincent e Grenadine, Suriname e delegato apostolico nelle Antille)
- Giuseppe Laterza, dal 5 gennaio 2023

## Conferenza episcopale
L'episcopato locale costituisce la Conferenza episcopale del Ciad (Conférence Episcopale du Tchad , CET).
La CET è membro della Association des Conférences Episcopales de la Région de l'Afrique Central (ACERAC) e del Symposium of Episcopal Conferences of Africa and Madagascar (SECAM).
Elenco dei presidenti della Conferenza episcopale:
- Paul-Pierre-Yves Dalmais, arcivescovo di N'Djamena (1970 - 1981)
- Henri Véniat, vescovo di Sarh (1981 - 1983)
- Charles Louis Joseph Vandame, arcivescovo di N'Djamena (1983 - 2002)
- Jean-Claude Bouchard, vescovo di Pala, (2002 - maggio 2016)
- Goetbé Edmond Djitangar, arcivescovo di N'Djamena, dal maggio 2016

Elenco dei vicepresidenti della Conferenza episcopale:
- Joachim Kouraleyo Tarounga, vescovo di Moundou (? - maggio 2016)